# Kelloggella tricuspidata
Kelloggella tricuspidata és una espècie de peix de la família dels gòbids i de l'ordre dels perciformes.
És un peix marí, de clima tropical i demersal.
Es troba a les Illes Marqueses.
És inofensiu per als humans.